# 下斗米氏
下斗米氏（しもとまいし）は、日本の氏族。

## 出自
下斗米氏は、相馬千葉氏の分流と称し、延文年中、胤成の代前住地斯波郡より糠部郡二戸の庄下斗米（岩手県二戸市）に移り、同地に居舘を築いて住し、上斗米・下斗米二邑を領知した。
三戸城炎上の折、赤沼備中の追手下斗米将家は胤成5世の孫である。